# Гонсалес, Борха
Бо́рха Гонса́лес Тома́с (исп. Borja González Tomás; 25 августа 1992, Мадрид), также известный как Борха и Борха Басто́н — испанский футболист, нападающий клуба «Пачука».

## Клубная карьера
Родившийся в Мадриде Борха стал играть за молодёжную команду «Атлетико Мадрид», начиная с четырёх лет. Он начинал карьеру на позиции вратаря, на которой играл его отец, но позже переквалифицировался в нападающего. В сезоне 2009/2010 Борха дебютировал в профессиональном футболе, забив 12 голов за резервную команду «Атлетико» в третьем дивизионе.
15 мая 2010 года, в последнем туре чемпионата Испании, Борха дебютировал за основную команду, выйдя на замену вместо Тьягу на 58-й минуте матча против «Хетафе». Однако двадцать минут спустя он покинул поле на носилках, получив травму передней крестообразной связки на левом колене.
Через семь месяцев после травмы Борха вернулся в «Атлетико B», выйдя на замену в матче против «Касереньо». После матча, он заявил: «Я очень рад. Я прошел очень плохие времена и страдал, но теперь я готов помочь команде подняться в турнирной таблице».
В конце августа 2011 Борха был отдан в аренду «Реал Мурсии», недавно вышедшей во второй дивизион. 30 августа следующего года он перешёл в «Уэску», также на правах аренды. За новый клуб он забил девять раз в этом сезоне, однако ему не удалось избежать вылета. 27 января 2013 года он забил в матче против «Нумансии» (2:1), но получил вторую жёлтую карточку и был удалён в конце игры.
28 августа 2013 года Борха присоединился к «Депортиво Ла-Корунья» на правах двухлетней аренды. После того, как Бастон помог клубу вернуться в чемпионат Испании с первой попытки, он перешёл в клуб из той же лиги «Реал Сарагоса» на правах аренды. В этом клубе нападающий забил 23 гола в чемпионате, благодаря чему его команда вышла в финал плей-офф за выход в чемпионат Испании, а сам Борха был включён в символическую сборную турнира.
31 июля 2015 года Борха был отдан в аренду «Эйбару» из чемпионата Испании. 23 сентября он забил свои первые голы в чемпионате, принеся своей команде ничью 2:2 с «Леванте». В октябре Бастон был назван игроком месяца в чемпионате Испании за свои голы в матчах против клубов «Лас-Пальмас», «Севилья» и «Барселона».

## Карьера в сборной
Борха играл за сборную Испании до 17 лет на чемпионате мира среди юношеских команд 2009. Сборная финишировала на третьем месте, а сам футболист стал лучшим бомбардиром турнира, забив пять голов.

## Статистика
| Клуб                   | Сезон            | Лиги             | Лиги | Лиги | Национальные кубки | Национальные кубки | Кубки лиги | Кубки лиги | Прочие | Прочие | Всего | Всего |
| Клуб                   | Сезон            | Дивизион         | Игры | Голы | Игры               | Голы               | Игры       | Голы       | Игры   | Голы   | Игры  | Голы  |
| ---------------------- | ---------------- | ---------------- | ---- | ---- | ------------------ | ------------------ | ---------- | ---------- | ------ | ------ | ----- | ----- |
| Атлетико Мадрид B      | 2009-10          | Сегунда Б        | 23   | 12   | —                  | —                  | —          | —          | —      | —      | 23    | 12    |
| Атлетико Мадрид B      | 2010-11          | Сегунда Б        | 14   | 4    | —                  | —                  | —          | —          | —      | —      | 14    | 4     |
| Атлетико Мадрид B      | Всего            | Всего            | 37   | 16   | —                  | —                  | —          | —          | —      | —      | 37    | 16    |
| Атлетико Мадрид        | 2009-10          | Ла Лига          | 1    | 0    | 0                  | 0                  | —          | —          | 0      | 0      | 1     | 0     |
| Атлетико Мадрид        | 2010-11          | Ла Лига          | 0    | 0    | 0                  | 0                  | —          | —          | 0      | 0      | 0     | 0     |
| Атлетико Мадрид        | Всего            | Всего            | 1    | 0    | 0                  | 0                  | —          | —          | 0      | 0      | 1     | 0     |
| Реал Мурсия (аренда)   | 2011-12          | Сегунда          | 20   | 4    | 1                  | 0                  | —          | —          | —      | —      | 21    | 4     |
| Уэска (аренда)         | 2012-13          | Сегунда          | 31   | 9    | 1                  | 0                  | —          | —          | —      | —      | 32    | 9     |
| Депортиво (аренда)     | 2013-14          | Сегунда          | 34   | 10   | 0                  | 0                  | —          | —          | —      | —      | 34    | 10    |
| Реал Сарагоса (аренда) | 2014-15          | Сегунда          | 38   | 22   | 1                  | 0                  | —          | —          | 1      | 0      | 40    | 22    |
| Эйбар (аренда)         | 2015-16          | Ла Лига          | 36   | 18   | 3                  | 1                  | —          | —          | —      | —      | 39    | 19    |
| Суонси Сити            | 2016-17          | АПЛ              | 18   | 1    | 1                  | 0                  | 1          | 0          | —      | —      | 20    | 1     |
| Малага (аренда)        | 2017-18          | Ла Лига          | 20   | 2    | 0                  | 0                  | —          | —          | —      | —      | 20    | 2     |
| Алавес (аренда)        | 2018-19          | Ла Лига          | 20   | 4    | 2                  | 0                  | —          | —          | —      | —      | 22    | 4     |
| Всего за карьеру       | Всего за карьеру | Всего за карьеру | 252  | 86   | 9                  | 1                  | 1          | 0          | 1      | 0      | 263   | 87    |

## Достижения
Сборная Испании до 17 лет
- Бронзовый призёр чемпионат мира среди юношеских команд: 2009

Сборная Испании до 19 лет
- Чемпионат Европы: 2011

Личные
- Золотая бутса чемпионата мира среди юношеских команд 2009
- Игрок месяца в чемпионате Испании: сентябрь 2015

## Личная жизнь
Отец Борхи, Мигель Бастон, также был футболистом. Будучи вратарём, он также играл за «Атлетико Мадрид B», а большую часть карьеры провёл в клубе «Реал Бургос».